# Ямада, Ёдзи
Ёдзи Ямада (яп. 山田洋次 ямада ё:дзи) (родился 13 сентября 1931 года в городе Осака, Япония) — японский кинорежиссёр, известный миру по кинофильмам из серии «Мужчине живётся трудно» (48 эпизодов, снятых с 1969 по 1995 гг.) и самурайской трилогии («Сумеречный самурай», 2002; «Скрытый клинок», 2004; «Любовь и честь», 2006), весьма популярной в начале 2000-х годов не только в Японии, но и по всему миру.

## Биография

### Ранние годы
Отец Хироцугу Ямады (таково настоящее имя кинорежиссёра) работал на Южно-Маньчжурской железной дороге. Там, в Маньчжурии, и прошло детство будущего кинорежиссёра. После капитуляции Японии семья Ямады репатриировалась и поселилась в префектуре Ямагути (юго-запад острова Хонсю, Япония), где мальчик окончил школу. Молодому Ямаде пришлось с малых лет много трудиться для того, чтобы заработать деньги на обучение, сначала в средней школе, а затем и в университете. В 1954 году по завершении юридического факультета Токийского университета он примет участие в конкурсе, объявленном кинокомпанией «Сётику» для желающих попасть в штатные сотрудники компании. В тот год заявления подали около двух тысяч молодых людей, в их числе и Ямада. В ту пору молодому Ямаде жилось особенно тяжело, так как на его плечах было всё семейство, которое нужно было прокормить, а денег постоянно не хватало. Он, скромный и застенчивый, не прошёл с первого раза по конкурсу, однако после того как в тот год из «Сётику» ушло несколько молодых кинорежиссёров, по дополнительному набору Ямада наконец-то получит место в кинокомпании. В том же году испытания блестяще выдержал и будущий всемирно известный кинорежиссёр Нагиса Осима, который ещё будучи помощником режиссёра сразу же завоевал авторитет и уважение на студии, тогда как на Ямаду долгое время не обращали внимание. Осима всегда отличался характером и чувствовал уверенность в своих силах. Ямада постоянно терзался сомнениями, достаточно ли у него способностей, чтобы заниматься кинорежиссурой самостоятельно.

### Карьера в кино
Из-за скромности, мягкости и нерешительности Ямаде дольше других пришлось задержаться в должности ассистента режиссёра. Поначалу он был ассистентом Юдзо Кавасимы — добротного профессионала, автора комедий из простонародной жизни. Несколько лет Ямада проработал с режиссёром Ёситаро Номурой. В содружестве с последним он написал пять сценариев. Эти сценарии создали ему хорошую репутацию, да и сам Номура дал ему неплохую рекомендацию, и в 1961 году Ямада дебютировал в кинорежиссуре фильмом «Незнакомец со второго этажа», длившемся всего лишь 56 минут. В этой комедии рассказывается о молодых супругах, взявших себе жильца, не слишком озабоченного квартплатой.
В следующей своей работе, в фильме «Солнце Ситамати» (1963) он непосредственно соприкоснулся с той средой и с теми характерами, которые в последующем станут объектом его постоянного творческого интереса. Первой исполнительницей популярной песенки «Солнце Ситамати», исполняемой в этом фильме, была молодая солистка ревю Тиэко Байсё, приглашённая Ямадой для исполнения главной роли в этом фильме, а впоследствии снимавшаяся в большинстве его работ. В этом фильме ощущается влияние древнего жанра японской литературы «ракуго», материалом для которого служили происшествия в увеселительных кварталах, героями их были куртизанки и посетители весёлых домов. Ямада внимательно изучил структуру и характер этих рассказов, его специфического юмора. Именно в мире «ракуго» нашёл Ямада своего героя. Совместно с актёром Хадзимэ Хана режиссёр создал «серию о дураках» — ряд фильмов, связанных единым героем («Круглый дурак», «Умеренный дурак», «Дурак, прибывший на танке»).
Ярко и талантливо Ямада проявил себя при постановке фильмов «Избегайте удачи» и «Милый бродяга» (оба — 1966), в которых, как и в фильмах серии «о дураках», в юмористической форме показаны проблемы, затрагивающие по-настоящему серьёзные вопросы бытия. Кинокритики Японии присудили этим кинолентам одну из высших своих наград — «Голубую ленту» (за 1966 и 1967 гг.).
«Милый бродяга» стал той подготовительной работой, что предопределила появление многосерийного киносериала «Мужчине живётся трудно», насчитывающего до сего дня 50 фильмов. Толчком к созданию этого киносериала послужило телевидение, для которого Ямада стал писать сценарии ещё в 1961 году. В 1968 году Ямада создал для компании «Фудзи тэрэби» сценарий многосерийного сериала «Мужчине живётся трудно», главным персонажем которого являлся Тора-сан, Торадзиро Курума, — нелепый, добродушный чудак, всегда готовый прийти на помощь своим ближним. Торадзиро в исполнении Киёси Ацуми стал любимцем телеаудитории и после смерти героя в 26-й серии на ТВ пришло множество писем от возмущённых телезрителей. Именно после обвального количества писем телезрителей руководство кинокомпании «Сётику» решило продолжить жизнь героя уже на большом экране.
Ямада и не подозревал тогда, в 1969 году, что начинает одну из самых любимых, самых популярных серий японского кино. В свою очередь кинокомпания «Сётику», пережившая к тому времени очередной кризис в своей истории, не думала, что этот фильм окажется настолько успешным, что спасёт фирму от банкротства. Начав снимать продолжение фильма «Мужчине живётся трудно», режиссёр не представлял себе, что эта работа растянется на многие-многие годы. Поэтому он не пытался как-то по-особому назвать следующий фильм, а озаглавил его просто: «Мужчине живётся трудно. Продолжение» (1969). Третий и четвёртый фильмы о Тора-сане ставили соавторы Ямады по телесериалу, режиссёры Адзума Морисаки и Синъити Кобаяси. Но начиная с пятого фильма Ямада — единоличный автор всей серии, насчитывающей на данный момент 48 фильмов. Киносериал был прекращён в 1995 году после смерти исполнителя главной роли Киёси Ацуми. Серия «Мужчине живётся трудно» включена в книгу рекордов Гиннеса, как самый длинный киносериал в истории мирового кинематографа.
Укрепив свои позиции на «Сётику» этим популярным киносериалом, Ямада имеет возможность ставить и фильмы для души, скромные, малобюджетные работы в жанре «сёмин-гэки» (жанра японского кино, в котором на экране реалистически показана жизнь низших и средних слоёв общества, наиболее прославленные представители этого направления — режиссёры Ясудзиро Одзу и Хэйноскэ Госё): «Семья» (1970, премия «Голубая лента» за фильм, режиссуру и исполнение главных ролей актёрами Тиэко Байсё и Хисаси Игава, а также премии журнала «Кинэма Дзюмпо» и кинопремия «Майнити»), «Родина» (1972, в прокате СССР — «Когда сжигаются корабли»), «Жёлтый платочек счастья» (1977, 6 премий японской киноакадемии, в том числе за лучший фильм и режиссуру, 4 премии «Голубая лента», в том числе за лучший фильм и режиссуру, 6 премий журнала «Кинэма Дзюмпо», в том числе за лучший фильм, сценарий и режиссуру, 6 кинопремий «Майнити», в том числе за лучший фильм, сценарий и режиссуру), «Зов далёких гор» (1980, в советском прокате — «Эхо далёких гор», — 4 премии японской киноакадемии, в том числе за лучший сценарий и специальный приз жюри МКФ в Монреале режиссёру Ёдзи Ямада).
В 2000-е годы у одного из старейших представителей японской кинорежиссуры Ёдзи Ямады возникает как бы второе дыхание, и он на удивление всем создаёт, будучи уже в преклонном возрасте, свои киношедевры, отмеченные печатью новизны и неподражаемого стиля. Это фильмы так называемой «самурайской трилогии»: «Сумеречный самурай», 2002; «Скрытый клинок», 2004; «Любовь и честь», 2006, ставшие популярными как на фестивальных орбитах, так и в мировом кинопрокате.
В 2013 году, отдавая дань памяти коллеге и учителю, режиссёру стоявшему у истоков жанра «сёмин-гэки» Ясудзиро Одзу, Ямада снял фильм «Токийская семья», являющийся римейком шедевра Одзу «Токийская повесть» (1951).

## Фильмография
| Год         | Название по-русски                                                                                        | Транслитерация                                  | Оригинальное название               | Англ. назв. в международном прокате            | Исполнители главных ролей                                  |
| ----------- | --- | ----------------------------------------------- | ----------------------------------- | ---------------------------------------------- | ---------------------------------------------------------- |
| 1960-е годы | |                                                 |                                     |                                                |                                                            |
| 1961        | «Жильцы со второго этажа»                                                                                 | Никай-но танин                                  | 二階の他人                          | Stranger on the Second Floor                   | Ития Косака, Кёко Аои, Тоё Такахаси                        |
| 1963        | «Солнце Ситамати»                                                                                         | Ситамати-но тайё                                | 下町の太陽                          | The Sunshine Girl                              | Тиэко Байсё, Ё Кацуро, Тамоцу Хаякава                      |
| 1964        | «Круглый дурак»                                                                                           | Бака марудаси                                   | 馬鹿まるだし                        | ---                                            | Хадзимэ Хана, Миюки Кувано, Токуэ Ханадзава                |
| 1964        | «Умеренный дурак»                                                                                         | Иикагэн бака                                    | いいかげん馬鹿                      | ---                                            | Хадзимэ Хана, Сима Ивасита, Токуэ Ханадзава                |
| 1964        | «Дурак, прибывший на танке»                                                                               | Бака-га танку-дэ яттэ куру                      | 馬鹿が戦車でやって来る              | ---                                            | Хадзимэ Хана, Сима Ивасита, Кэй Тани                       |
| 1965        | «Флаг в тумане»                                                                                           | Кири-но хата                                    | 霧の旗                              | Flag in the Mist                               | Тиэко Байсё, Сигэру Цуюгути, Осаму Такидзава               |
| 1966        | «Везучий»                                                                                                 | Ун-га ёкэри-я                                   | 運が良けりゃ                        | ---                                            | Хадзимэ Хана, Хироси Инуцука, Тиёко Такэти                 |
| 1966        | «Милый бродяга»                                                                                           | Нацукасий фурайбо                               | なつかしい風来坊                    | The Loveable Tramp                             | Хадзимэ Хана, Тиэко Байсё, Итиро Арисима                   |
| 1967        | «Большая мечта Ку-Тян'а»                                                                                  | Ку-тян-но даккай юмэ                            | 九ちゃんのでっかい夢                | ---                                            | Ку Сакамото, Тиэко Байсё, Муга Татэваки                    |
| 1967        | «Гимн любви»                                                                                              | Ай-но санка                                     | 愛の讃歌                            | Song of Love                                   | Тиэко Байсё, Дзин Накаяма, Дзюндзабуро Бан                 |
| 1967        | «Победный выстрел»                                                                                        | Иппацу сёбу                                     | 喜劇一発勝負                        | ---                                            | Хадзимэ Хана, Тиэко Байсё, Хиродзи Мицуи                   |
| 1968        | «Поставить всё на кон и в путь» («Хадзимэ Хана — рискованный выстрел»)                                    | Хана Хадзимэ — иппацу дайбокэн                  | ハナ肇の一発大冒険                  | The Million Dollar Pursuit                     | Хадзимэ Хана, Тиэко Байсё, Осаму Набэ                      |
| 1968        | «Стоит дунуть — мужчина полетел»                                                                          | Фукэба тобуё-на отоко-да-га                     | 吹けば飛ぶよな男だが                | ---                                            | Осаму Набэ, Итиро Аратама, Мако Мидори                     |
| 1969        | «Выстрел в момент верной победы»                                                                          | Иппацу дайхиссё                                 | 喜劇 一発大必勝                     | ---                                            | Хадзимэ Хана, Тиэко Байсё, Кэй Тани                        |
| 1969        | «Мужчине живётся трудно»                                                                                  | Отоко-ва цурай ё                                | 男はつらいよ                        | It’s Tough Being a Man                         | Киёси Ацуми, Тиэко Байсё, Гин Маэда, Такаси Симура         |
| 1969        | «Мужчине живётся трудно. Продолжение»                                                                     | Дзаку отоко-ва цурай ё                          | 続・男はつらいよ                    | Tora-San’s Cherished Mother (Tora-San, Part 2) | Киёси Ацуми, Тиэко Байсё, Тётё Мияко                       |
| 1970-е годы | |                                                 |                                     |                                                |                                                            |
| 1970        | «Мужчине живётся трудно. Фильм 5: О тоске по родине»                                                      | Отоко-ва цурой ё. Бокёхэн                       | 男はつらいよ 望郷篇                 | Tora-san’s Runaway (Tora-san 5)                | Киёси Ацуми, Тиэко Байсё, Тисю Рю                          |
| 1970        | «Семья»                                                                                                   | Кадзоку                                         | 家族                                | A Wedding                                      | Хисаси Игава, Тиэко Байсё, Гин Маэда, Тисю Рю              |
| 1971        | «Мужчине живётся трудно. Фильм 6: История бескорыстного чувства»                                          | Отоко-ва цурай ё: Дзюндзёхэн                    | 男はつらいよ 純情篇                 | Tora-san’s Shattered Romance (Tora-san 6)      | Киёси Ацуми, Аяко Вакао, Тиэко Байсё, Тисю Рю              |
| 1971        | «Мужчине живётся трудно. Фильм 7: История борьбы»                                                         | Отоко-ва цурай ё: Фунтохэн                      | 男はつらいよ 奮闘篇                 | Tora-san, the Good Samaritan (Tora-san 7)      | Киёси Ацуми, Тиэко Байсё, Тётё Мияки, Тисю Рю              |
| 1971        | «Мужчине живётся трудно. Фильм 8: Любовная песня Торадзиро»                                               | Отоко-ва цурай ё: Торадзиро коиута              | 男はつらいよ 寅次郎恋歌             | Tora-san’s Love Call (Tora-san 8)              | Киёси Ацуми, Тиэко Байсё, Такаси Симура, Тисю Рю           |
| 1972        | «Мужчине живётся трудно. Фильм 9: Родной дом в Сибамата»                                                  | Отоко-ва цурай ё: Сибамата бодзё                | 男はつらいよ 柴又慕情               | Tora-san’s Dear Old Home (Tora-san 9)          | Киёси Ацуми, Тиэко Байсё, Саюри Ёсинага, Тисю Рю           |
| 1972        | «Родина» (в прокате СССР — «Когда сжигаются корабли»)                                                     | Кокё                                            | 故郷                                | Home from the Sea                              | Хисаси Игава, Тиэко Байсё, Тисю Рю, Киёси Ацуми            |
| 1972        | «Мужчине живётся трудно. Фильм 10: Сновидение Торадзиро»                                                  | Отоко-ва цурай ё: Торадзиро юмэмакура           | 男はつらいよ 寅次郎夢枕             | Tora-san’s Dream-Come-True (Tora-san 10)       | Киёси Ацуми, Тиэко Байсё, Кинуё Танака, Тисю Рю            |
| 1973        | «Мужчине живётся трудно. Фильм 11: Незабудка Торадзиро»                                                   | Отоко-ва цурай ё: Торадзиро васурэнагуса        | 男はつらいよ 寅次郎忘れな草         | Tora-san’s Forget Me Not (Tora-san 11)         | Киёси Ацуми, Тиэко Байсё, Рурико Асаока, Тисю Рю           |
| 1973        | «Мужчине живётся трудно. Фильм 12: Мой Тора-сан»                                                          | Отоко-ва цурай ё: Ватаси-но Тора-сан            | 男はつらいよ 私の寅さん             | Tora-san Loves an Artist (Tora-san 12)         | Киёси Ацуми, Тиэко Байсё, Кэйко Киси, Тисю Рю              |
| 1974        | «Мужчине живётся трудно. Фильм 13: Осунувшийся от любви Торадзиро»                                        | Отоко-ва цурай ё: Торадзиро ай яцурэ            | 男はつらいよ 寅次郎恋やつれ         | Tora-san’s Lovesick (Tora-san 13)              | Киёси Ацуми, Тиэко Байсё, Саюри Ёсинага, Тисю Рю           |
| 1974        | «Мужчине живётся трудно. Фильм 14: Колыбельная Торадзиро»                                                 | Отоко-ва цурай ё: Торадзиро комориута           | 男はつらいよ 寅次郎子守唄           | Tora-san’s Lullaby (Tora-san 14)               | Киёси Ацуми, Тиэко Байсё, Юкио Тоакэ, Тисю Рю              |
| 1975        | «Мужчине живётся трудно. Фильм 15: Зонтик Торадзиро»                                                      | Отоко-ва цурай ё: Торадзиро соай каса           | 男はつらいよ 寅次郎相合い傘         | Tora-san’s Rise and Fall (Tora-san 15)         | Киёси Ацуми, Тиэко Байсё, Рурико Асаока, Тисю Рю           |
| 1975        | «Единомышленники»                                                                                         | Харакара                                        | 同胞                                | The Village                                    | Тиэко Байсё, Акира Тэрао, Хисаси Игава, Мари Окамото       |
| 1975        | «Мужчине живётся трудно. Фильм 16: Желание выбиться в люди Кацусика»                                      | Отоко-ва цурай ё: Кацухика риссихэн             | 男はつらいよ 葛飾立志篇             | Tora-san, the Intellectual (Tora-san 16)       | Киёси Ацуми, Тиэко Байсё, Ёко Сакурада, Тисю Рю            |
| 1976        | «Мужчине живётся трудно. Фильм 17: Восход и багряный закат Торадзиро»                                     | Отоко-ва цурай ё: Торадзиро юякэ коякэ          | 男はつらいよ 寅次郎夕焼け小焼け     | Tora-san’s Sunrise and Sunset (Tora-san 17)    | Киёси Ацуми, Тиэко Байсё, Ёсико Окада, Тисю Рю             |
| 1976        | «Мужчине живётся трудно. Фильм 18: Собрание возвышенных чувств Торадзиро»                                 | Отоко-ва цурай ё: Торадзиро дзюндзёсисю         | 男はつらいよ 寅次郎純情詩集         | Tora’s Pure Love (Tora-san 18)                 | Киёси Ацуми, Тиэко Байсё, Матико Кё, Тисю Рю               |
| 1977        | «Мужчине живётся трудно. Фильм 19: Торадзиро и барин»                                                     | Отоко-ва цурай ё: Тородзиро то тоносама         | 男はつらいよ 寅次郎と殿様           | Tora-san Meets His Lordship (Tora-san 19)      | Киёси Ацуми, Тиэко Байсё, Кёко Майя, Тисю Рю               |
| 1977        | «Жёлтый платочек счастья»                                                                                 | Сиавасэ-но киирой ханкати                       | 幸福の黄色いハンカチ                | The Yellow Handkerchief of Happiness           | Кэн Такакура, Тиэко Байсё, Каори Момои, Киёси Ацуми        |
| 1977        | «Мужчине живётся трудно. Фильм 20: Держись, Торадзиро!»                                                   | Отоко-ва цурай ё: Торадзиро, ганбарэ!           | 男はつらいよ 寅次郎頑張れ！         | Tora-san Plays Cupid (Tora-san 20)             | Киёси Ацуми, Тиэко Байсё, Сио Фудзимура, Тисю Рю           |
| 1978        | «Мужчине живётся трудно. Фильм 21: Торадзиро шагает по своему пути»                                       | Отоко-ва цурай ё: Торадзиро вага мити-о юку     | 男はつらいよ 寅次郎わが道をゆく     | Stage-struck Tora-san (Tora-san 21)            | Киёси Ацуми, Тиэко Байсё, Тацуя Такэда, Тисю Рю            |
| 1978        | «Мужчине живётся трудно. Фильм 22: Слухи о Торадзиро»                                                     | Отоко-ва цурай ё: Уваса-но Торадзиро            | 男はつらいよ 噂の寅次郎             | Talk of the Town Tora-san (Tora-san 22)        | Киёси Ацуми, Тиэко Байсё, Масами Симодзё, Такаси Симура    |
| 1979        | «Мужчине живётся трудно. Фильм 23: Парящий в воздухе Торадзиро»                                           | Отоко-ва цурай ё: Какэндэру Торадзиро           | 男はつらいよ 翔んでる寅次郎         | Tora-san, the Matchmaker (Tora-san 23)         | Киёси Ацуми, Тиэко Байсё, Каори Момои                      |
| 1979        | «Мужчине живётся трудно. Фильм 24: Весеннее сновидение Торадзиро»                                         | Отоко-ва цурай ё: Торадзиро хару-но юмэ         | 男はつらいよ 寅次郎春の夢           | Tora-san’s Dream of Spring (Tora-san 24)       | Киёси Ацуми, Херб Эдельман, Тиэко Байсё, Кёко Кагава       |
| 1980-е годы | |                                                 |                                     |                                                |                                                            |
| 1980        | «Зов далёких гор» (в прокате СССР — «Эхо далёких гор»)                                                    | Харуканару яма-но ёби коэ                       | 遙かなる山の呼び声                  | A Distant Cry from Spring                      | Кэн Такакура, Тиэко Байсё, Хидэтака Ёсиока                 |
| 1980        | «Мужчине живётся трудно. Фильм 25: Торадзиро — цветок гибискуса»                                          | Отоко-ва цурай ё: Торадзиро хайбисукусу-но хана | 男はつらいよ 寅次郎ハイビスカスの花 | Tora’s Tropical Fever (Tora-san 25)            | Киёси Ацуми, Тиэко Байсё, Рурико Асаока, Тисю Рю           |
| 1980        | «Мужчине живётся трудно. Фильм 26: Песня сизой чайки Торадзиро»                                           | Отоко-ва цурай ё: Торадзиро камомэута           | 男はつらいよ 寅次郎かもめ歌         | Foster Daddy, Tora! (Tora-san 26)              | Киёси Ацуми, Тиэко Байсё, Ран Ито, Тисю Рю                 |
| 1981        | «Мужчине живётся трудно. Фильм 27: Осакская любовь Торадзиро»                                             | Отоко-ва цурай ё: Нанива-но кои-но Торадзиро    | 男はつらいよ 浪花の恋の寅次郎       | Tora-san’s Love in Osaka (Tora-san 27)         | Киёси Ацуми, Тиэко Байсё, Кэйко Мацудзака,                 |
| 1981        | «Мужчине живётся трудно. Фильм 28: Торадзиро и бумажный фонарь»                                           | Отоко-ва цурай ё: Торадзиро камифусэн           | 男はつらいよ 寅次郎紙風船           | Tora-san’s Promise (Tora-san 28)               | Киёси Ацуми, Тиэко Байсё, Тисю Рю                          |
| 1982        | «Мужчине живётся трудно. Фильм 29: Торадзиро и любовь гортензии»                                          | Отоко-ва цурай ё: Торадзиро. Адзисай-но кои     | 男はつらいよ 寅次郎あじさいの恋     | Hearts and Flowers for Tora-san (Tora-san 29)  | Киёси Ацуми, Тиэко Байсё, Аюми Исида, Тисю Рю              |
| 1982        | «Мужчине живётся трудно. Фильм 30: Торадзиро — в цветах и в буре»                                         | Отоко-ва цурай ё: Хана мо араси мо Торадзиро    | 男はつらいよ 花も嵐も寅次郎         | Tora-san, the Expert (Tora-san 30)             | Киёси Ацуми, Тиэко Байсё, Юко Танака, Масами Симодзё       |
| 1983        | «Мужчине живётся трудно. Фильм 31: Путешествие, женщина и Торадзиро»                                      | Отоко-ва цурай ё: Таби то онна то Торадзиро     | 男はつらいよ 旅と女と寅次郎         | Tora-san’s Song of Love (Tora-san 31)          | Киёси Ацуми, Тиэко Байсё, Харуми Мияко, Масами Симодзё     |
| 1983        | «Мужчине живётся трудно. Фильм 32: Тора-сан ударился в религию»                                           | Отоко-ва цурай ё: Кутибуэ-о фуку Торадзиро      | 男はつらいよ 口笛を吹く寅次郎       | Tora-san Goes Religious? (Tora-san 32)         | Киёси Ацуми, Тиэко Байсё, Кэйко Такэсита, Киити Накаи      |
| 1984        | «Мужчине живётся трудно. Фильм 33: Задыхающийся в ночном тумане Торадзиро»                                | Отоко-ва цурай ё: Ёгири-ни мусэбу Торадзиро     | 男はつらいよ 夜霧にむせぶ寅次郎     | Marriage Counselor Tora-san (Tora-san 33)      | Киёси Ацуми, Тиэко Байсё, Риэ Накахара, Тисю Рю            |
| 1984        | «Мужчине живётся трудно. Фильм 34: Истинный путь Торадзиро»                                               | Отоко-ва цурай ё: Торадзиро синдзицу итиро      | 男はつらいよ 寅次郎真実一路         | Tora-san’s Forbidden Love (Tora-san 34)        | Киёси Ацуми, Тиэко Байсё, Масами Симидзё                   |
| 1985        | «Мужчине живётся трудно. Фильм 35: Любимая школа Торадзиро»                                               | Отоко-ва цурай ё: Торадзиро рэнъай дзюку        | 男はつらいよ 寅次郎恋愛塾           | Tora-san, the Go-between (Tora-san 35)         | Киёси Ацуми, Тиэко Байсё, Мицуру Хирата, Масами Симидзё    |
| 1985        | «Мужчине живётся трудно. Фильм 36: Вложивший душу в Сибамата»                                             | Отоко-ва цурай ё: Сибамата ёри ай-о комэтэ      | 男はつらいよ 柴又より愛をこめて     | Tora-san’s Island Encounter (Tora-san 36)      | Киёси Ацуми, Тиэко Байсё, Комаки Курихара, Тисю Рю         |
| 1986        | «Империя кино» (в прокате СССР — «Последний дубль»)                                                       | Кинэма—но тэнти                                 | キネマの天地                        | Final Take: The Golden Age of Movies           | Киёси Ацуми, Киити Накаи, Нарими Аримори, Тиэко Байсё      |
| 1986        | «Мужчине живётся трудно. Фильм 37: Мечты Торадзиро о синей птице»                                         | Отоко-ва цурай ё: Сиавасэ-но аой тори           | 男はつらいよ 幸福の青い鳥           | Tora-san’s Bluebird Fantasy (Tora-san 37)      | Киёси Ацуми, Тиэко Байсё, Эцуко Сихоми, Тисю Рю            |
| 1987        | «Мужчине живётся трудно. Фильм 38: Путешествие Торадзиро на север»                                        | Отоко-ва цурай ё: Сирэтоко бодзё                | 男はつらいよ 知床慕情               | Tora-san Goes North (Tora-san 38)              | Киёси Ацуми, Тиэко Байсё, Кэйко Такэсита, Масами Симодзё   |
| 1987        | «Мужчине живётся трудно. Фильм 39: Повесть о Торадзиро»                                                   | Отоко-ва цурай ё: Торадзиро моногатари          | 男はつらいよ 寅次郎物語             | Tora-san Plays Daddy (Tora-san 39)             | Киёси Ацуми, Тиэко Байсё, Кумико Акиёси, Тисю Рю           |
| 1988        | «Повелители даунтауна» (на торрент-трекерах в сети с русскими субтитрами под названием «Даунтаун хироуз») | Даунтаун хироуз                                 | ダウンタウン・ヒーローズ            | Downtown Heroes                                | Хироко Якусимару, Хасиносукэ Накамура, Тиэко Байсё         |
| 1988        | «Мужчине живётся трудно. Фильм 40: Юбилейный салат Торадзиро»                                             | Отоко-ва цурай ё: Торадзиро саладо кинэнби      | 男はつらいよ 寅次郎サラダ記念日     | Tora-san’s Salad-Day Memorial (Tora-san 40)    | Киёси Ацуми, Тиэко Байсё, Ёсико Мита, Тисю Рю              |
| 1989        | «Мужчине живётся трудно. Фильм 41: Любовное путешествие Торадзиро»                                        | Отоко-ва цурай ё: Торадзиро кокоро-но табидзи   | 男はつらいよ 寅次郎心の旅路         | Tora-San Goes to Vienna (Tora-san 41)          | Киёси Ацуми, Тиэко Байсё, Кэйко Такэсита, Тисю Рю          |
| 1989        | «Мужчине живётся трудно. Фильм 42: Дядя Торадзиро»                                                        | Отоко-ва цурай ё: Баку-но одзисан               | 男はつらいよ ぼくの伯父さん         | Tora-san, My Uncle (Tora-san 42)               | Киёси Ацуми, Тиэко Байсё, Кумико Гото, Тисю Рю             |
| 1990-е годы | |                                                 |                                     |                                                |                                                            |
| 1990        | «Мужчине живётся трудно. Фильм 43: Торадзиро берёт отпуск»                                                | Отоко-ва цурай ё: Торадзиро-но кюдзицу          | 男はつらいよ 寅次郎の休日           | Tora-san Takes a Vacation (Tora-san 43)        | Киёси Ацуми, Тиэко Байсё, Кумико Гото, Тисю Рю             |
| 1991        | «Сыновья» («Мои сыновья»)                                                                                 | Мусуко                                          | 息子                                | My Sons                                        | Рэнтаро Микуни, Масатоси Нагасэ, Миэко Харада              |
| 1991        | «Мужчине живётся трудно. Фильм 44: Признание Торадзиро»                                                   | Отоко-ва цурай ё: Торадзиро-но кокухаку         | 男はつらいよ 寅次郎の告白           | Tora-san Confesses (Tora-san 44)               | Киёси Ацуми, Тиэко Байсё, Кумико Гото, Тисю Рю             |
| 1992        | «Мужчине живётся трудно. Фильм 45: Весна Торадзиро»                                                       | Отоко-ва цурай ё: Торадзиро-но сэйсюн           | 男はつらいよ 寅次郎の青春           | Tora-San Makes Excuses (Tora-san 45)           | Киёси Ацуми, Тиэко Байсё, Масатоси Нагасэ, Тисю Рю         |
| 1993        | «Школа» («Вечерняя школа»)                                                                                | Гакко                                           | 学校                                | A Class to Remember                            | Тосиюки Нисида, Эйко Синья, Кэйко Такэсита                 |
| 1993        | «Мужчине живётся трудно. Фильм 46: Торадзиро делает предложение»                                          | Отоко-ва цурай ё: Торадзиро-но эндан            | 男はつらいよ 寅次郎の縁談           | Tora-san's Marriage Proposal (Tora-san 46)     | Киёси Ацуми, Тиэко Байсё, Кэйко Мацудзака                  |
| 1994        | «Мужчине живётся трудно. Фильм 47: Уважаемый господин Торадзиро Курума»                                   | Отоко-ва цурай ё: Хайкэй, Курума Торадзиро-сама | 男はつらいよ 拝啓 車寅次郎様        | Tora-san's Easy Advice (Tora-san 47)           | Киёси Ацуми, Тиэко Байсё, Рино Катасэ                      |
| 1995        | «Мужчине живётся трудно. Фильм 48: Алый цветок Торадзиро»                                                 | Отоко-ва цурай ё: Торадзиро курэнай-но хана     | 男はつらいよ 寅次郎 紅の花          | Tora-san to the Rescue (Tora-san 48 the final) | Киёси Ацуми, Тиэко Байсё, Рурико Асаока, Кумико Гото       |
| 1996        | «Школа - Фильм второй»                                                                                    | Гакко 2                                         | 学校 ＩＩ                           | A Class to Remember 2                          | Тосиюки Нисида, Хидэтака Ёсиока, Аюми Хамасаки             |
| 1996        | «Мужчина поймавший радугу»                                                                                | Нидзи-о цукаму отоко                            | 虹をつかむ男                        | ---                                            | Тосиюки Нисида, Хидэтака Ёсиока, Юко Танака, Тиэко Байсё   |
| 1997        | «Мужчина поймавший радугу 2»                                                                              | Нидзи-о цукаму отоко 2                          | 虹をつかむ男 南国奮斗篇             | ---                                            | Тосиюки Нисида, Хидэтака Ёсиока, Юко Танака                |
| 1998        | «Школа - Фильм третий»                                                                                    | Гакко 3                                         | 学校ＩＩＩ                          | Gakko III: The New Voyage                      | Синобу Отакэ, Юки Курода, Нэндзи Кобаяси                   |
| 2000-е годы | |                                                 |                                     |                                                |                                                            |
| 2000        | «Школа 4: Пятнадцатилетний»                                                                               | 15-саи: Гакко 4                                 | 十五才 学校ＩＶ                     | A Class to Remember 4: Fifteen                 | Юта Канаи, Хидэкадзу Акаи, Рэи Асами, Нэндзи Кобаяси       |
| 2002        | «Сумеречный самурай»                                                                                      | Тасогарэ сэйбэй                                 | たそがれ清兵衛                      | The Twilight Samurai                           | Хироюки Санада, Риэ Миядзава, Нэндзи Кобаяси               |
| 2004        | «Скрытый клинок»                                                                                          | Какуси кэн они-но цумэ                          | 隠し剣 鬼の爪                       | The Hidden Blade                               | Масатоси Нагасэ, Такако Мацу, Хидэтака Ёсиока, Тиэко Байсё |
| 2006        | «Любовь и честь»                                                                                          | Буси-но итибун                                  | 武士の一分                          | Love and Honor                                 | Такуя Кимура, Рэй Дан, Мицугуро Бандо, Кэн Огата           |
| 2008        | «Кабеи» («Кабеи - наша мама»)                                                                             | Каабээ                                          | 母べえ                              | Kabei: Our Mother                              | Саюри Ёсинага, Таданобу Асано, Тиэко Байсё, Рэй Дан        |
| 2008        | «---» | Синема кабуки: Рэндзиси                         | シネマ歌舞伎                        | ---                                            | Ядзиро Бандо, Канкуро Накамура, Кандзабуро Накамура        |
| 2008        | «---» | Синема кабуки: Ракуда                           | シネマ歌舞伎 連獅子                 | ---                                            | Ядзиро Бандо, Мицугоро Бандо, Итидзо Катаока               |
| 2010-е годы | |                                                 |                                     |                                                |                                                            |
| 2010        | «Младший брат» («Её брат»)                                                                                | Отото                                           | おとうと                            | Younger Brother                                | Ю Аои, Рё Касэ, Юрико Исида, Саюри Ёсинага                 |
| 2010        | «Киотская история»                                                                                        | Киото удзумаса моногатари                       | 京都太秦物語                        | Kyoto Story                                    | Хана Эбисэ, Ёсихиро Усами, Сотаро Танака, Рэй Дан          |
| 2013        | «Токийская семья»                                                                                         | Токио кадзоку                                   | 東京家族                            | Tokyo Family                                   | Исао Хасидзумэ, Кадзуко Ёсиюки, Масахико Нисимура          |
| 2014        | «Маленький дом»                                                                                           | Тиисай оути                                     | 小さいおうち                        | The Little House                               | Сатоси Цумабуки, Тиэко Байсё, Такаку Мацу                  |
| 2015        | «Если бы я жил со своей мамой» («Когда я жил с мамой»)                                                    | Хаха то курасэба                                | 母と暮せば                          | Living with My Mother                          | Саюри Ёсинага, Кадзунари Ниномия, Таданобу Асано           |
| 2016        | «Какая замечательная семья!»                                                                              | Кадзоку ва цурайё                               | 家族はつらいよ                      | What a Wonderful Family!                       | Исао Хасидзумэ, Кадзуко Ёсиюки, Масахико Нисимура          |
| 2017        | «Какая замечательная семья! 2»                                                                            | Кадзоку ва цурайё 2                             | 家族はつらいよ2                     | What a Wonderful Family! II                    | Исао Хасидзумэ, Кадзуко Ёсиюки, Масахико Нисимура          |
| 2018        | «Какая замечательная семья! 3: Моя жена, моя жизнь»                                                       | Цума ё бара-но ёуни кадзоку ва цурайё 3         | 妻よ薔薇のように 家族はつらいよⅢ    | What a Wonderful Family! III                   | Исао Хасидзумэ, Кадзуко Ёсиюки, Сатоси Цумабуки            |
| 2019        | « Мужчине живётся трудно. Фильм 50 : Добро пожаловать домой, Тора-сан»                                    | Otoko wa Tsurai yo 50: Okaeri, Torasan          | 男はつらいよ50 おかえり、寅さん     | Tora-san, Wish You Were Here                   |                                                            |

## Комментарии
1. ↑  В советском кинопрокате фильм демонстрировался в чёрно-белом варианте с 7 августа 1972 года. Дублирован на к/ст «Мосфильм», 1972 г., р/у Госкино СССР № 2102/72 — опубликовано: журнал для работников кинопроката «Новые фильмы», 1972 / август, стр. 26
2. ↑  В советском кинопрокате фильм демонстрировался в чёрно-белом варианте с июня 1976 года под названием «Когда сжигаются корабли». Дублирован на к/ст им. М. Горького, 1975 г.р/у № 2272/75 (до 18 сентября 1982 года), опубликовано: «Аннотированный каталог фильмов действующего фонда: Зарубежные художественные фильмы», В/О «Союзинформкино» Гл. упр. кинофикации и кинопроката Госкино СССР, М.-1980, С. 95
3. ↑  В советском кинопрокате фильм демонстрировался с января 1981 года (с 6 марта в Ленинграде). Дублирован на к/ст им. М. Горького, 1980 г. Р/У № 2122/80 (до 7 апреля 1987 года), опубликовано: Аннотированный каталог фильмов, выпущенных в 1981 году. В/О «Союзинформкино» Госкино СССР, М. 1982, стр. 126-127.
4. ↑  В советском кинопрокате фильм демонстрировался с 1 апреля 1982 года (премьера в Ленинграде). Дублирован на к/ст им. М. Горького, 1981 г. Р/У № 1902481, опубликовано: Аннотированный каталог фильмов, выпущенных в 1982 году. В/О «Союзинформкино» Госкино СССР, М. 1983, стр. 123.
5. ↑  В советском кинопрокате фильм демонстрировался с 20 марта 1989 года. Дублирован на к/ст «Ленфильм», 1988 г. Р/У № 1811588 — опубликовано: "Аннотированный каталог фильмов 1 квартала 1989 года. В/О «Союзинформкино», Госкино СССР, М.-1989, стр. 30.
6. ↑  В российском прокате фильм демонстрировался с 6 ноября 2003 года. Дистрибьюторы: «Кино без границ», «Пан Терра» (данные сайта «КиноПоиск»)
7. ↑  В российском прокате фильм демонстрировался с 26 января 2006 года. Дистрибьютор: «Кино без границ» (данные сайта «КиноПоиск»)
8. ↑  В российском прокате фильм демонстрировался с 5 июля 2007 года (ограниченный прокат — данные сайта «КиноПоиск»)
9. ↑  В российском прокате фильм демонстрировался с 25 сентября 2008 года. Дистрибьютор: «Русский репортаж» (данные сайта «КиноПоиск»)